# 立木神社
立木神社（たちきじんじゃ）は、滋賀県草津市草津にある神社。東海道の草津宿にあったため厄除開運・交通安全の神社として信仰を集めている。旧社格は郷社。

## 歴史
社伝によると称徳天皇の時代である神護景雲元年（767年）、武甕槌命が常陸国（現・茨城県）の鹿島神宮より白鹿に乗って大和国（現・奈良県）春日神社（現・春日大社）への勧請の旅の途中、当地に到着した。武甕槌命は持っていた柿の鞭を地面に刺して「この木が生え付くならば吾永く大和国三笠の山（現・春日大社）に鎮まらん」と言うと、柿の木が生成した。それを見た里人はこの木を崇めて社殿を建立し、武甕槌命を祀り、社名を立木神社と称したのが始まりである。春日大社とは兄弟の間柄となるが、春日大社の創建は神護慶雲2年（768年）となっており、当社が兄といえる。
宝亀8年（777年）、大旱魃になった際に光仁天皇が中臣諸魚へ勅し当社に雨乞いの祈願をさせたところ見事に大雨が降ってきた。光仁天皇はそのお礼として当社に新たな社殿を造営したが、この際に正一位の神階を授けたという説が残っている。さらに「立木大明神」の勅額を賜わった。また、延暦5年（786年）に桓武天皇より正一位の神階を授かったともいわれ、弘治3年（1557年）に正一位を授かったとの記録も当社にはあり、神号はそれ以降に始まったとの説もある。
延暦20年（801年）、征夷大将軍の坂上田村麻呂が蝦夷征討に出陣した際当社に立ち寄り、道中安全と厄除開運を祈願し、大般若経一部を寄進している。
室町時代の長享元年（1487年）、室町幕府将軍足利義尚が近江守護六角高頼を征伐するために栗太郡鈎に陣を敷いた（鈎の陣）時、当社に武運長久を祈願して四脚門（現・神門）を寄進している。
江戸時代の正保2年（1645年）に膳所藩主石川忠総が社領23石を寄進している。
当社は草津宿にあり、東海道と中山道の分岐点でもあるために大変な賑わいを見せた。また参勤交代のおりに諸国の大名が草津宿を通過する際には必ず当社に道中安全を祈願し、結果、事故災難はなかったと伝えられている。
1876年（明治9年）、村社に列格する。1881年（明治14年）に郷社に昇格する。
新聞学研究の先駆者小野秀雄は、第38代神主・秀円の長男として、1885年（明治18年）に当社神官の家で誕生している。

## 祭神
- 主祭神 - 武甕槌命[4]

## 境内
- 本殿
- 中門
- 拝殿
- 五社 - 多賀大社、熊野神社、龍田神社、下鴨神社、上鴨神社[4]
- 七社 - 竹生島神社、愛宕神社、日吉神社、稲荷神社、廣田神社、八坂神社、大将軍神社[4]
- ゑびす神社
- 立木稲荷社[4]
- げんろく稲荷
- 松尾神社
- 天満宮社
- 天照皇大神宮
- 八幡神社
- 春日神社
- 立木弁財天社
- 弁天池
- 柿の木の御神木
- 社務所
- 道標（みちしるべ、草津市指定有形民俗文化財） - 延宝8年（1680年）11月造。県内最古の道標。草津宿の東海道と中山道の分岐点にあったもの。現在はこの道標が存在した場所には、文化13年（1816年）の東海道伊勢と中山道美濃の分岐点を表示する常夜灯の道標がある[5]。
- 神門 - 長享元年（1487年）建立。
- ウラジロガシ（滋賀県指定天然記念物） - 境内にある御神木の一つ。鳥居の横にそびえ、推定樹齢400年とされている[6]。

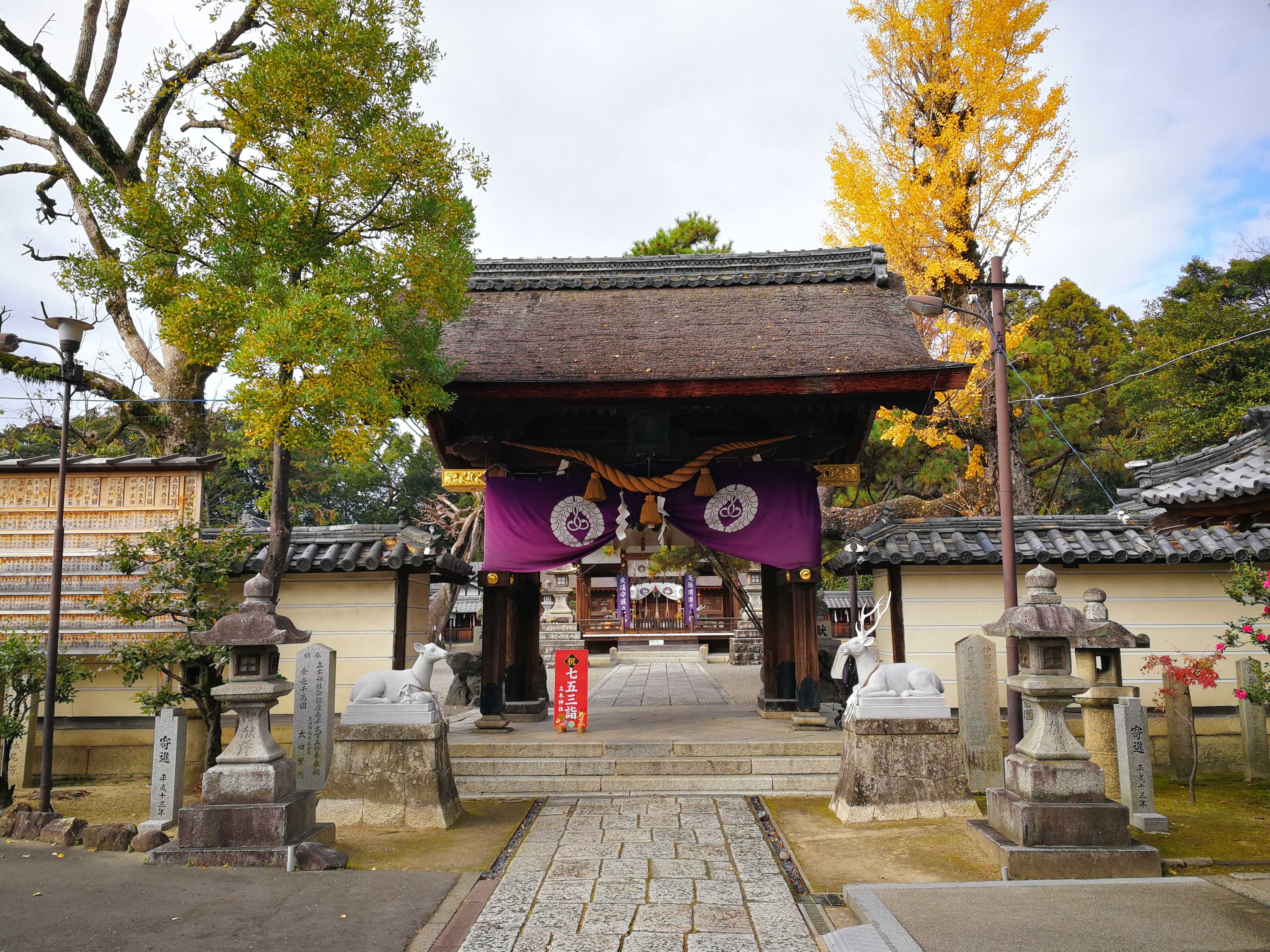
神門
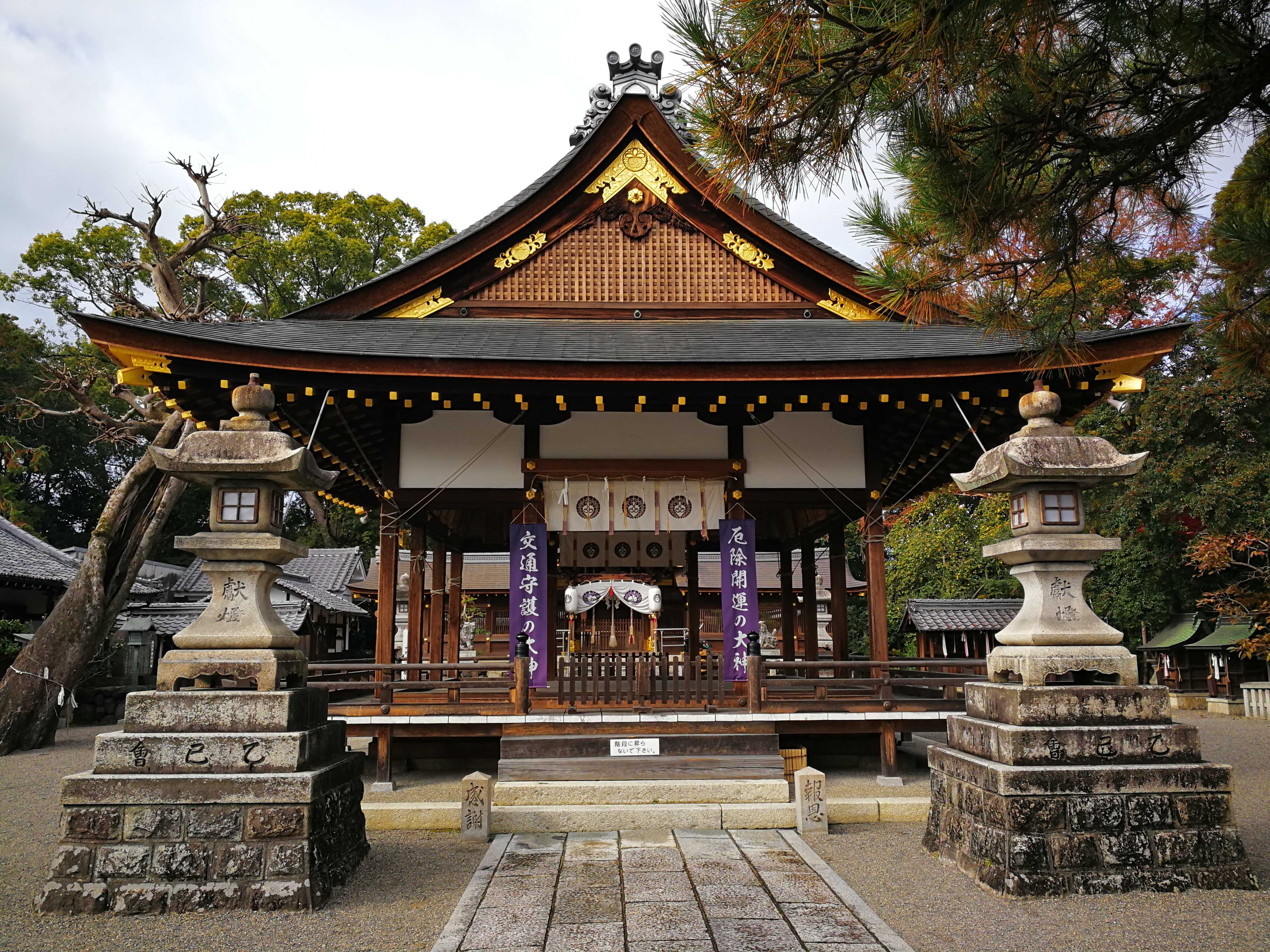
拝殿
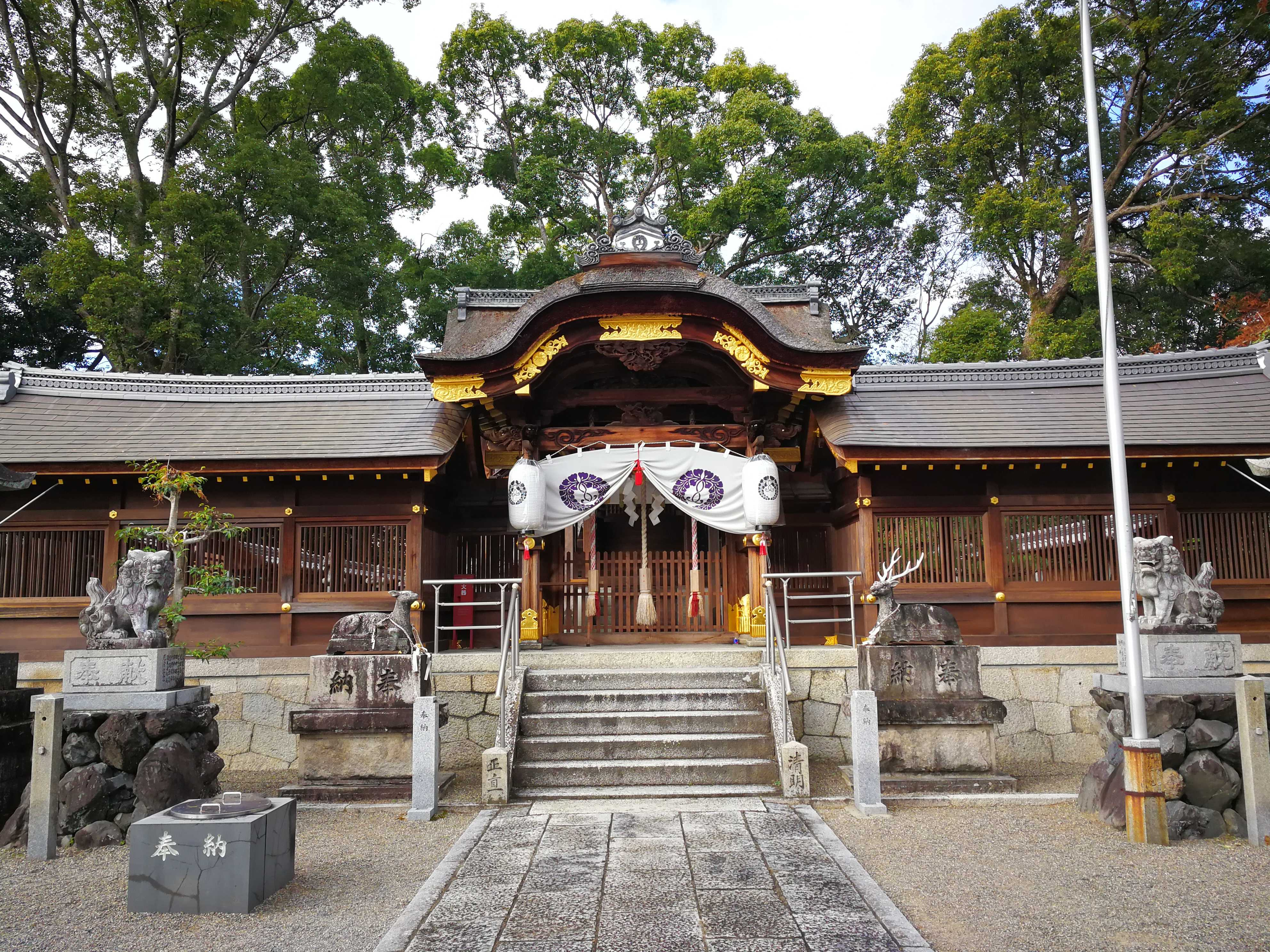
本殿
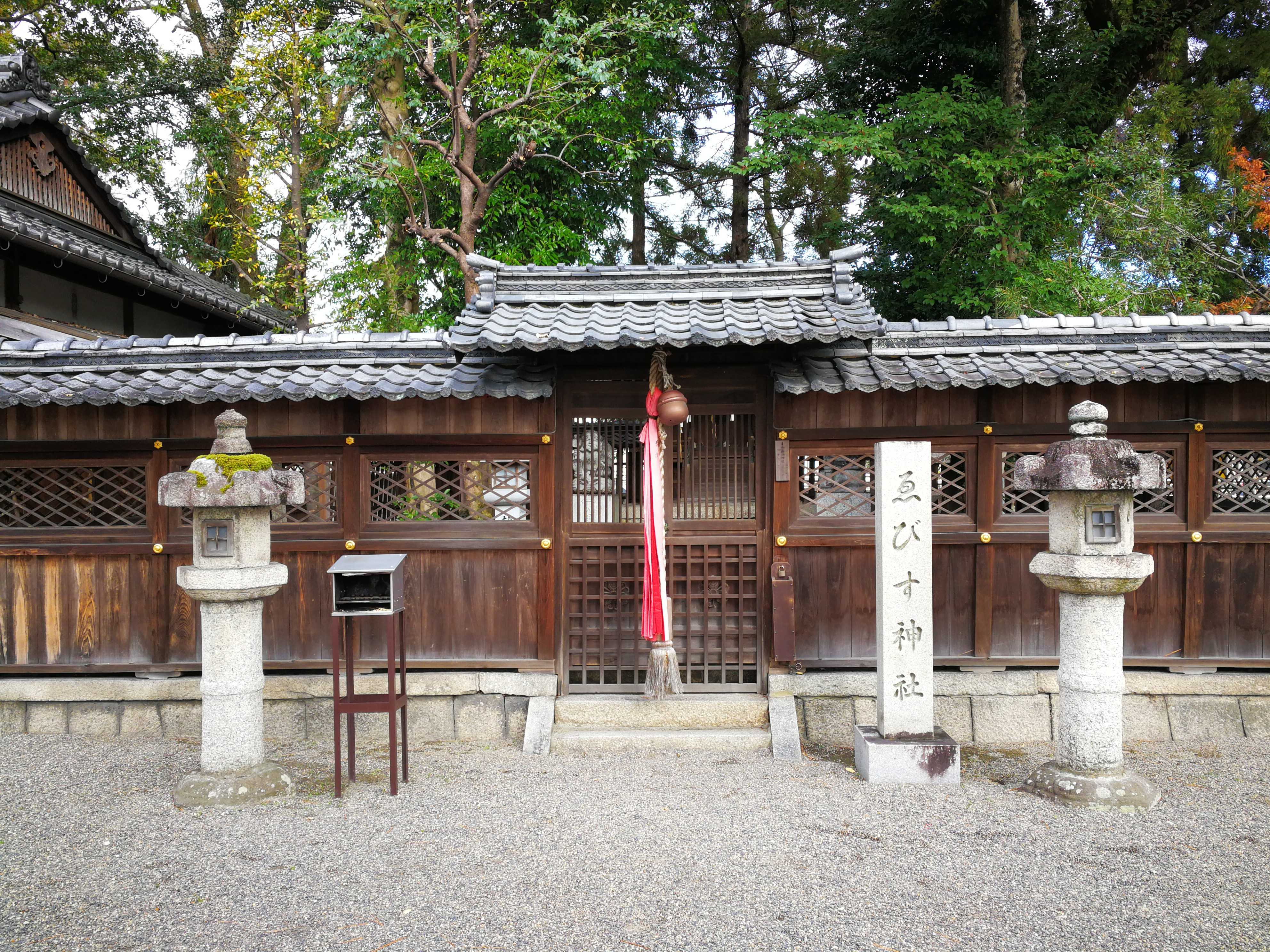
ゑびす神社
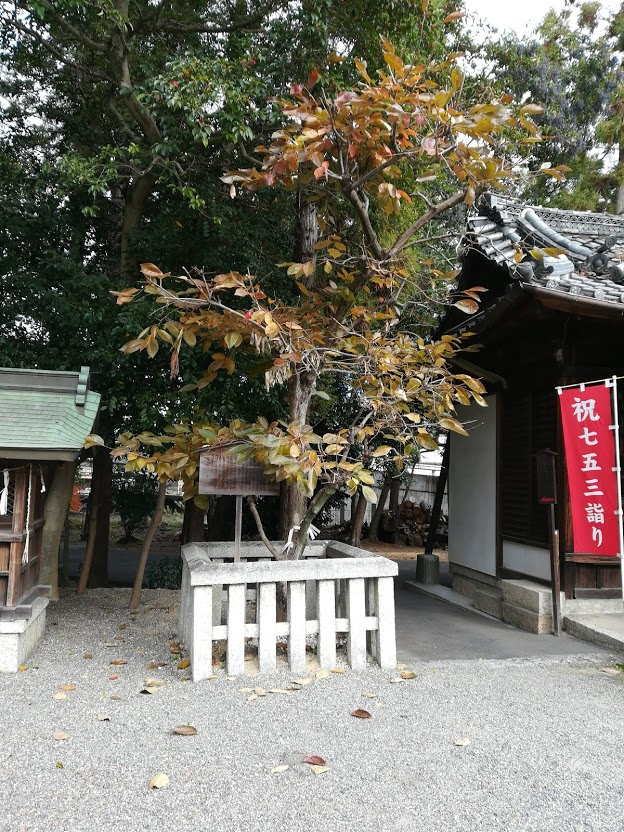
御神木（柿）
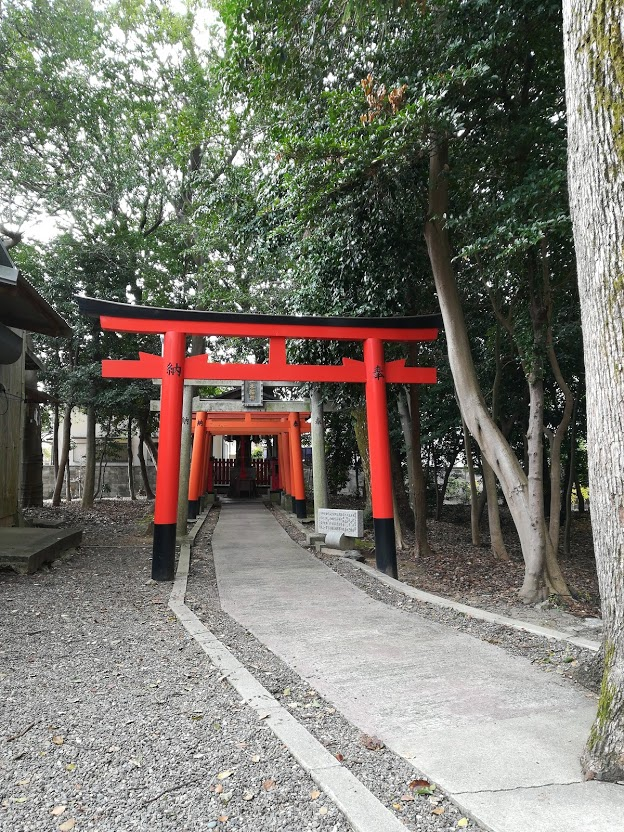
立木稲荷社

## 文化財

### 滋賀県指定天然記念物
- ウラジロガシ

### 草津市指定有形民俗文化財
- 石造道標

## 祭事
- 例大祭・明治以降5月3日（旧4月初巳）[7]

毎年「さんやれ踊り」が矢倉町より奉納される。

## アクセス

### 公共交通機関
- JR琵琶湖線（東海道本線）・JR草津線 草津駅から徒歩15分、JR琵琶湖線（東海道本線）南草津駅から徒歩20分。
- 両駅からまめバスで「立木神社前」停留所下車、徒歩2分。

### 自動車
- 新名神高速道路草津田上ICから17分、名神高速道路栗東ICから12分。